# Orientelix marginalis
Orientelix marginalis är en stekelart som beskrevs av Vladimir Ivanovich Tobias 1998. Orientelix marginalis ingår i släktet Orientelix och familjen bracksteklar. Inga underarter finns listade i Catalogue of Life.